# 張俊 (陸上選手)
張 俊（ちょう しゅん、簡体字：张 俊、拼音：Zhāng  Jùn、1998年7月20日 - ）は、競歩を専門とする中国の陸上競技選手。東京オリンピックの中国代表に選抜され、20km競歩に出場した。成績は1時間22分16秒で、8位入賞であった。